# Никон (Фомічов)
Архієпископ Нікон (у світі — Микола Васильович Фомічев, 9 травня 1910, Санкт-Петербург — 13 квітня 1995, там же) — єпископ Російської православної церкви; з 16 липня 1982 по 28 березня 1984 — архієпископ Пермський і Солікамський.

## Біографія[1]

### Дитинство та юність
Народився 9 травня 1910 року в сім'ї службовця. У семирічному віці він почав прислужувати під час богослужінь у храмі. Багато школярів відвідували такі недільні школи, ходили на літургію та вечірні служби. За спогадами, «…у Великий піст, всією школою, строєм ходили до церкви на сповідь та причастя». Відвідував братство при Олександро-Невській лаврі, яким керував архімандрит Варлаам (Сацердотський). Члени цієї громади брали активну участь у житті Церкви, співали на кліросі, організовували читання лекцій Братство відіграло велику роль у формуванні світогляду Миколи, а найголовніше — у зміцненні його віри.
В 1928 закінчив 102-ю трудову школу, після закінчення якої протягом трьох років працював на виробництві.

### Професія інженера
У 1931 році вступив до Ленінградського інституту інженерів залізничного транспорту, який закінчив у 1936 році з відзнакою, отримавши звання інженера-енергетика. Після закінчення інституту працював на інженерно-технічних посадах на Жовтневій залізниці та в системі «Ленсільенерго», обіймаючи посади від рядового інженера до головного інженера тресту.
Всі ці роки відвідував храм, намагаючись по можливості бути на всіх недільних та святкових службах, хоча ходити до церкви у 30-х роках, як відомо, було дуже небезпечно. Багатьох парафіян органи НКВС брали у храмі. Ось як описував сам Владика типову для того часу ситуацію: «…молиться людина, а до неї підходять, кажуть: „Пройдемо…“ У деяких місцях міліціонери стояли біля входу до храму. Ми йшли до церкви і не знали, прийдемо додому чи ні…».
Під час блокади Ленінграда перебував у місті, працював у Військово-відновлювальній службі Жовтневої залізниці. Нагороджений двома медалями — «За оборону Ленінграда» та «За доблесну працю у Великій Вітчизняній війні». Працюючи і навчаючись, він одночасно був іподияконом у ленінградських архієреїв протягом 17 років.

### Священик
17 червня 1945 року митрополитом Ленінградським і Новгородським Григорієм (Чуковим) висвячений на диякона, а 12 травня 1946 року — на священика. Священствував у храмах Ленінграду. В 1946 вступив до Ленінградської духовної академії, яку закінчив екстерном в 1950 зі ступенем кандидата богослов'я і призначений настоятелем Князь-Володимирського храму селища Лісій Ніс. З 1952 року  - настоятель Хрестовоздвиженського собору м. Петрозаводська та благочинний Олонецької єпархії.
У 1953 році на запрошення єпископа Житомирського та Овруцького Володимира, у 1930-х — 1940-х роках у сані архімандрія, який служив у Ленінграді, переїхав служити в Україну і був призначений настоятелем Спасо-Преображенського собору в м. Житомирі.
З 1956 — настоятель кафедрального собору м. Великі Луки, секретар єпископа і благочинний. В 1958 призначений настоятелем храмів в м. Нова Ладога Ленінградської єпархії, а з кінця 1960  - в храмах Ленінграда на Великій Охті. З 1 лютого 1962 був настоятелем Свято-Троїцького собору Олександро-Невської Лаври.

### Архієрей
11 серпня 1962 року у Свято-Троїцькій Сергієвій лаврі пострижений у чернецтво, 14 серпня зведений у сан архімандрита. 26 серпня хіротонізований на єпископа Виборзького, вікарія Ленінградської єпархії . Хіротонію звершували митрополит Ленінградський і Ладозький Пимен (Ізвєков), архієпископ Ярославський і Ростовський Никодим (Ротов), архієпископ Можайський Леонід (Поляков), єпископи Дмитрівський Кіпріан (Зорнов) та єпископ Талінський та.
16 листопада того ж року призначений єпископом Лузьким, вікарієм Ленінградської єпархії.
3 серпня 1963 року призначений єпископом Ризьким та Латвійським. Вступив у конфлікт із владою — не дав своєї згоди на закриття Троїце-Сергієва жіночого монастиря в Ризі.
27 січня 1966 року призначений єпископом Архангельським та Холмогорським. У величезній за площею єпархії, до складу якої входили Архангельська, Мурманська області та Комі АРСР, тоді було лише 16 парафій. Пізніше згадував: «Відкривати майже нічого. Я просив, щоправда, одну церкву, але мені не тільки не дали її відкрити, але, навпаки, намагалися закрити два храми, а „натомість“ дати зайвого священика до собору. Собор був невеликий. Я приїхав до Архангельська у лютому, і, коли увійшов до храму, жахнувся: все обросло інеєм, льодом. Виявилося, що кам'яні плити підлоги лежать прямо на землі. Ремонт робити не дозволяли. Лише після довгих переговорів із місцевою владою нам дозволили покласти в соборі мати (циновки, половики), а у вівтарі настелити дерев'яну підлогу. Це був, зауважте, кафедральний собор!».
З 11 червня 1977 — єпископ Калузький і Боровський . 2 вересня 1977 року зведений у сан архієпископа . У цей час тиск на церкву не припинявся: старостою кафедрального собору було заборонено хрестини, а на Великдень 1981 року хресний хід проходив у супроводі багатьох міліцейських собак.
16 липня 1982 року призначений архієпископом Пермським та Солікамським. 28 березня 1984 року через постійні конфлікти з місцевим уповноваженим Ради у справах Російської православної церкви було звільнено на спокій.
З 1984 жив у Ленінграді (Санкт-Петербурзі). З призначенням на Ленінградську кафедру митрополита Олексія (Рідігера) отримав можливість відправляти богослужіння в храмах міста та області, брати участь у єпископських хиротоніях, висвячувати священнослужителів. Проповіді його відрізнялися простотою та доступністю.